# Kwas trifluorometanosulfonowy
Kwas trifluorometanosulfonowy, kwas triflowy, CF
3SO
3H, TfOH – organiczny związek chemiczny, kwas o bardzo dużej mocy, zaliczany do superkwasów. Jego moc (H0 = −14,1) jest ok. 100 razy większa od mocy 100% kwasu siarkowego (H0 = −11,9).
Po raz pierwszy został uzyskany w 1954 roku przez Haszeldine’a i Kidda w wyniku utleniania perhydrolem bis(trifluorometylotio)rtęci (CF
3S)
2Hg. Otrzymany surowy produkt wytrącono w postaci soli barowej, z której odzyskano wolny kwas triflowy działaniem stężonego kwasu siarkowego i stosując destylację pod zmniejszonym ciśnieniem. Wyjściowy związek rtęcioorganiczny uzyskano naświetlając ultrafioletem mieszaninę disiarczku bis(trifluorometylu) i rtęci:
Grupa triflowa (CF
3SO
3–, TfO–) jest bardzo dobrą grupą odchodzącą, np. podczas substytucji nukleofilowej, co wykorzystywane jest m.in. w reakcji Suzukiego, reakcji Hecka lub polimeryzacji kationowej.
Grupa triflylowa (triflyl, CF
3SO
2−) jest standardowo oznaczana skrótem „Tf”, a grupa triflowa „TfO”. Kwasu triflowego (CF
3SO
3H, TfOH) nie należy mylić z kwasem trifluorooctowym (CF
3COOH; TFA), który również zawiera grupę trifluorometanową −CF
3.